# 430 kilomètres de Monza 1991
Navigation
Édition précédente Édition suivante
Les 430 kilomètres de Monza 1991, disputées le 5 mai 1991 sur le Circuit de Monza ont été la seconde manche du Championnat du monde des voitures de sport 1991.

## La course

### Classement de la course
Voici le classement officiel au terme de la course,.
- Les premiers de chaque catégorie du championnat du monde sont signalés par un fond jaune.
- Pour la colonne Pneus, il faut passer le curseur au-dessus du modèle pour connaître le manufacturier de pneumatiques.
- Les voitures ne réussissant pas à parcourir 90% de la distance du gagnant sont non classées (NC).

| Pos  | Classe | no | Écurie                 | Pilotes                               | Châssis                              | Pneus | Tours | Temps               |
| Pos  | Classe | no | Écurie                 | Pilotes                               | Moteur                               | Pneus | Tours | Temps               |
| ---- | ------ | -- | ---------------------- | ------------------------------------- | ------------------------------------ | ----- | ----- | ------------------- |
| 1    | C1     | 3  | Silk Cut Jaguar        | Derek Warwick Martin Brundle          | Jaguar XJR-14                        | G     | 75    | 2 h 05 min 42 s 844 |
| 1    | C1     | 3  | Silk Cut Jaguar        | Derek Warwick Martin Brundle          | Cosworth HB 3.5L V8 Atmo             | G     | 75    | 2 h 05 min 42 s 844 |
| 2    | C1     | 4  | Silk Cut Jaguar        | Teo Fabi Martin Brundle               | Jaguar XJR-14                        | G     | 74    | + 1 Tour            |
| 2    | C1     | 4  | Silk Cut Jaguar        | Teo Fabi Martin Brundle               | Cosworth HB 3.5L V8 Atmo             | G     | 74    | + 1 Tour            |
| 3    | C2     | 1  | Team Sauber Mercedes   | Jochen Mass Jean-Louis Schlesser      | Sauber Mercedes C11                  | G     | 73    | + 2 Tours           |
| 3    | C2     | 1  | Team Sauber Mercedes   | Jochen Mass Jean-Louis Schlesser      | Mercedes-Benz M119 5.0L V8 Turbo     | G     | 73    | + 2 Tours           |
| 4    | C1     | 8  | Euro Racing            | Cor Euser Charles Zwolsman            | Spice SE90C                          | G     | 71    | + 4 Tours           |
| 4    | C1     | 8  | Euro Racing            | Cor Euser Charles Zwolsman            | Ford Cosworth DFR 3.5L V8 Atmo       | G     | 71    | + 4 Tours           |
| 5    | C2     | 11 | Porsche Kremer Racing  | Manuel Reuter Harri Toivonen          | Porsche 962CK6                       | Y     | 71    | + 4 Tours           |
| 5    | C2     | 11 | Porsche Kremer Racing  | Manuel Reuter Harri Toivonen          | Porsche Type-935 3.2L Flat-6 Turbo   | Y     | 71    | + 4 Tours           |
| 6    | C2     | 16 | Repsol Brun Motorsport | Massimo Sigala Oscar Larrauri         | Porsche 962C                         | Y     | 69    | + 6 Tours           |
| 6    | C2     | 16 | Repsol Brun Motorsport | Massimo Sigala Oscar Larrauri         | Porsche Type-935 3.2L Flat-6 Turbo   | Y     | 69    | + 6 Tours           |
| 7    | C2     | 18 | Mazdaspeed             | Maurizio Sandro Sala Pierre Dieudonné | Mazda 787                            | D     | 69    | + 6 Tours           |
| 7    | C2     | 18 | Mazdaspeed             | Maurizio Sandro Sala Pierre Dieudonné | Mazda R26B 2.6L 4-Rotor              | D     | 69    | + 6 Tours           |
| 8    | C1     | 5  | Peugeot Talbot Sport   | Mauro Baldi Philippe Alliot           | Peugeot 905                          | M     | 69    | + 6 Tours           |
| 8    | C1     | 5  | Peugeot Talbot Sport   | Mauro Baldi Philippe Alliot           | Peugeot SA35 3.5L V10 Atmo           | M     | 69    | + 6 Tours           |
| 9    | C2     | 12 | Courage Compétition    | Lionel Robert François Migault        | Cougar C26S                          | G     | 68    | + 7 Tours           |
| 9    | C2     | 12 | Courage Compétition    | Lionel Robert François Migault        | Porsche Type-935 3.2L Flat-6 Turbo   | G     | 68    | + 7 Tours           |
| 10   | C2     | 13 | Courage Compétition    | Michel Trollé Claude Bourbonnais      | Cougar C26S                          | G     | 67    | + 8 Tours           |
| 10   | C2     | 13 | Courage Compétition    | Michel Trollé Claude Bourbonnais      | Porsche Type-935 3.2L Flat-6 Turbo   | G     | 67    | + 8 Tours           |
| Abd. | C1     | 6  | Peugeot Talbot Sport   | Keke Rosberg Yannick Dalmas           | Peugeot 905                          | M     | 64    | Moteur              |
| Abd. | C1     | 6  | Peugeot Talbot Sport   | Keke Rosberg Yannick Dalmas           | Peugeot SA35 3.5L V10 Atmo           | M     | 64    | Moteur              |
| Abd. | C2     | 17 | Repsol Brun Motorsport | Jesús Pareja Walter Brun              | Porsche 962C                         | Y     | 39    | Accident            |
| Abd. | C2     | 17 | Repsol Brun Motorsport | Jesús Pareja Walter Brun              | Porsche Type-935 3.0L Flat-6 Turbo   | Y     | 39    | Accident            |
| Abd. | C1     | 7  | Louis Descartes        | Philippe de Henning Luigi Taverna     | ALD C91                              | G     | 30    | Moteur              |
| Abd. | C1     | 7  | Louis Descartes        | Philippe de Henning Luigi Taverna     | Ford Cosworth DFR 3.5L V8 Atmo       | G     | 30    | Moteur              |
| Abd. | C1     | 2  | Team Sauber Mercedes   | Karl Wendlinger Michael Schumacher    | Mercedes-Benz C291                   | G     | 20    | Moteur              |
| Abd. | C1     | 2  | Team Sauber Mercedes   | Karl Wendlinger Michael Schumacher    | Mercedes-Benz M291 3.5L Flat-12 Atmo | G     | 20    | Moteur              |
| Abd. | C2     | 14 | Team Salamin Primagaz  | Antoine Salamin Max Cohen-Olivar      | Porsche 962C                         | G     | 15    | Accident            |
| Abd. | C2     | 14 | Team Salamin Primagaz  | Antoine Salamin Max Cohen-Olivar      | Porsche Type-935 3.0L Flat-6 Turbo   | G     | 15    | Accident            |
| Abd. | C2     | 21 | Konrad Motorsport      | Franz Konrad Stefan Johansson         | Porsche 962C                         | G     | 14    | Moteur              |
| Abd. | C2     | 21 | Konrad Motorsport      | Franz Konrad Stefan Johansson         | Porsche Type-935 3.2L Flat-6 Turbo   | G     | 14    | Moteur              |
| Abd. | C2     | 15 | Veneto Equipe SRL      | Marco Brand (en) Andrea Filippini     | Lancia LC2                           | D     | 12    | Accident            |
| Abd. | C2     | 15 | Veneto Equipe SRL      | Marco Brand (en) Andrea Filippini     | Ferrari 308C 3.0L V8 Turbo           | D     | 12    | Accident            |

## Pole position et record du tour
- Pole position :  Teo Fabi (#4 Silk Cut Jaguar) en 1 min 33 s 672
- Meilleur tour en course :  Martin Brundle (#4 Silk Cut Jaguar) en 1 min 29 s 182

## À noter
- Longueur du circuit : 5,800 km
- Distance parcourue par les vainqueurs : 435,000 km